# Paul Bonifacio Parkinson
Pour les articles homonymes, voir Parkinson.
Paul Bonifacio Parkinson (né le 16 février 1991 à Ottawa au Canada) est un patineur artistique italo-canadien. Il est le champion d'Italie 2013.

## Biographie

### Carrière sportive
Paul Bonifacio Parkinson est canadien d'origine. En janvier 2009, il devient vice-champion du Canada junior à Saskatoon. Il décide néanmoins dès la saison 2009/2010 de patiner pour l'Italie. Sa famille maternelle est en effet originaire d'Oratino dans le Molise. Dès décembre 2009, il participe aux championnats italiens à Brescia où il se classe 4e. La saison suivante, il réitère sa place nationale à Milan puis monte sur le podium 2012 en remportant la médaille de bronze à Courmayeur.
Pour la saison 2012/2013, il patine son programme court sur Nothing Else Matters de Metallica, et son programme long sur les musiques de l'orchestre du Queen Symphony (Adagio, Allegro Vivo, Andante Doloroso, Andante Sostenuto). Il remporte le titre national senior italien en décembre 2012 à Milan devant Paolo Bacchini et après le départ en retraite de Samuel Contesti. Le titre national en poche, il participe à ses premiers championnats d'Europe, en janvier 2013 à Zagreb (30e), et à ses premiers championnats du monde, en mars 2013 à London au Canada.
En 2013/2014, il perd le titre national à Merano en décembre 2013 au profit d'Ivan Righini, mais grimpe dans le classement européen en se classant 23e aux championnats d'Europe de janvier 2014 à Budapest. Il participe ensuite aux Jeux olympiques d'hiver de 2014 à Sotchi, d'abord dans la compétition par équipe, puis en individuel où il prend la 27e place à l'issue du programme court. Il prend sa retraite sportive en mars 2014 après les jeux.

## Palmarès
| Compétition                    | 2010 | 2011 | 2012 | 2013 | 2014 |
| Jeux olympiques d'hiver        |      |      |      |      | 27e  |
| Championnats du monde          |      |      |      | 33e  |      |
| Championnats d’Europe          |      |      |      | 30e  | 23e  |
| Championnats d'Italie          | 4e   | 4e   | 3e   | 1er  | 2e   |
| Légende : * = Résultat à venir |      |      |      |      |      |